# Cirolana
Cirolana är ett släkte av kräftdjur. Cirolana ingår i familjen Cirolanidae.

## Dottertaxa tillCirolana, i alfabetisk ordning[1]
- Cirolana acanthura
- Cirolana albida
- Cirolana albidoida
- Cirolana aldabrensis
- Cirolana aleci
- Cirolana arafurae
- Cirolana australiense
- Cirolana australis
- Cirolana avida
- Cirolana barnardi
- Cirolana bougaardti
- Cirolana bovina
- Cirolana brocha
- Cirolana browni
- Cirolana brucei
- Cirolana bruscai
- Cirolana canaliculata
- Cirolana capricornica
- Cirolana carina
- Cirolana carinata
- Cirolana chaloti
- Cirolana cingulata
- Cirolana comata
- Cirolana conditoria
- Cirolana cooma
- Cirolana coronata
- Cirolana corrugis
- Cirolana cranchi
- Cirolana crenata
- Cirolana crenulitelson
- Cirolana cristata
- Cirolana cubensis
- Cirolana curtensis
- Cirolana diminuta
- Cirolana dissimilis
- Cirolana enigma
- Cirolana epimerias
- Cirolana erodiae
- Cirolana fabianii
- Cirolana fernandezmilerai
- Cirolana ferruginosa
- Cirolana fluviatilis
- Cirolana furcata
- Cirolana garuwa
- Cirolana glebula
- Cirolana grumula
- Cirolana halei
- Cirolana harfordi
- Cirolana hesperia
- Cirolana hirsuta
- Cirolana imposita
- Cirolana improceros
- Cirolana incisicauda
- Cirolana indica
- Cirolana jonesi
- Cirolana kendi
- Cirolana kiliani
- Cirolana kokoru
- Cirolana kombona
- Cirolana lata
- Cirolana latistylis
- Cirolana leptanga
- Cirolana lignicola
- Cirolana lingua
- Cirolana littoralis
- Cirolana luciae
- Cirolana magdalaina
- Cirolana magna
- Cirolana makikihi
- Cirolana manorae
- Cirolana marosina
- Cirolana mascarensis
- Cirolana mclaughlinae
- Cirolana meinerti
- Cirolana mekista
- Cirolana mercuryi
- Cirolana meseda
- Cirolana mimulus
- Cirolana minuta
- Cirolana morilla
- Cirolana namelessensis
- Cirolana nielbrucei
- Cirolana oaxaca
- Cirolana oreonota
- Cirolana palifrons
- Cirolana paraerodiae
- Cirolana parva
- Cirolana perlata
- Cirolana pilosa
- Cirolana pleocissa
- Cirolana pleonastica
- Cirolana poissoni
- Cirolana portula
- Cirolana pustulosa
- Cirolana quadripustulata
- Cirolana quechso
- Cirolana rachanoi
- Cirolana radicicola
- Cirolana repigrata
- Cirolana rugicauda
- Cirolana sadoensis
- Cirolana saldanhae
- Cirolana similis
- Cirolana sinu
- Cirolana solitaria
- Cirolana somalia
- Cirolana stebbingi
- Cirolana stenoura
- Cirolana sulcata
- Cirolana sulcaticauda
- Cirolana theleceps
- Cirolana transcostata
- Cirolana triloba
- Cirolana troglexuma
- Cirolana tuberculata
- Cirolana tuberculosa
- Cirolana tumulosa
- Cirolana undata
- Cirolana undulata
- Cirolana urostylis
- Cirolana vanhoeffeni
- Cirolana venusticauda
- Cirolana vicina
- Cirolana victoriae
- Cirolana willeyi
- Cirolana wongat
- Cirolana yucatana
- Cirolana yunca